# Федотова, Людмила Николаевна
Людмила Николаевна Федотова (12 мая 1939, Пушкин, Ленинградская область, РСФСР, СССР — 28 декабря 2004, Санкт-Петербург, Россия) — советская и российская актриса и певица, народная артистка Российской Федерации (1992).

## Биография
Людмила Федотова родилась 12 мая 1939 года. Окончила Ленинградскую консерваторию по классу профессора Ираиды Левандо. Дипломный спектакль — «Порги и Бесс», где Федотова исполняла партию Бесс.
С 1965 года в течение 40 лет служила в труппе Ленинградского (Санкт-Петербургского) театра музыкальной комедии.
В последние годы жизни вела педагогическую работу в консерватории.
Супруг — Евгений Алексеевич Линд, учитель школы № 235, автор идеи народного музея «А музы не молчали…». Имя супруга внесено в Золотую книгу Санкт-Петербурга. 
Ушла из жизни 28 декабря 2004 года.
Похоронена на Смоленском кладбище Санкт-Петербурга. Позже рядом с ней был похоронен Евгений Линд, скончавшийся в декабре 2005 года.

## Звания
- Заслуженная артистка РСФСР (8 августа 1977)
- Народная артистка Российской Федерации (8 мая 1992) — за большие заслуги в области музыкального искусства[1]

## Фильмография
- 1969 — Королевская ложа (фильм-спектакль) — Королева
- 1984 — Перикола — придворная дама

## Театр
- Лили Ванесси («Целуй меня, Кэт» К. Портера, 1965)
- Одетта («Баядера» И. Кальмана, 1966)
- Королева и Мадлен («Королевская ложа» Т. Добжанского, 1967)
- Лида («Восемнадцать лет» В. Соловьёва-Седого, 1967)
- Вика («Требуется героиня» В. Баснера, 1968)
- Сильва («Королева чардаша» И. Кальмана, 1969)
- Эмма («Венские встречи» И. Штрауса, 1970)
- Роз-Мари («Роз-Мари» Р. Фримля и Г. Стотхарта, 1971)
- Ганна Главари («Весёлая вдова» Ф. Легара, 1972)
- Гедди («Как сделать карьеру» Ф. Лёссера, 1972)
- Атуева («Свадьба Кречинского» А. Колкера, 1973)
- Дася («Мерси, или похождения Шипова» В. Гевиксмана, 1975)
- Сесили Кардью («Мой друг бенбери» Г. Натчинского, 1975)
- Нинон («Фиалка Монмартра» И. Кальмана, 1976)
- Елена («Прекрасная Елена» Ж. Оффенбаха, 1978)
- Дженни-Малина («Разбитое зеркало, или Новая опера нищих» А. Журбина, 1979)
- Розалинда («Летучая мышь» И. Штрауса, 1979)
- Змеюкина («Свадьба с генералом» Е. Птичкина, 1980)
- Марица («Марица» И. Кальмана, 1982)